# Октябрьский (микрорайон)
Октябрьский — один из отдалённых микрорайонов или, что будет правильнее, жилых районов города Перми. Расположен на правом берегу Камы в Кировском районе, прилегает с северо-запада к Закамску. Границей между указанными микрорайонами является железная дорога до станции Химградская и подъездные пути от этой станции до завода ЖБК-3, отделяющие от Октябрьского так называемый Стройгородок, относимый к микрорайону Чистопольский. Местные жители считают микрорайон Октябрьский составной частью Закамска, определяя его как район «за линией» или по названию автобусных остановок. Местные власти подразделяют микрорайон на два более мелких микрорайона, границей между которыми является улица Богдана Хмельницкого. К северу от этой улицы расположена территория непосредственно микрорайона Октябрьский, к югу микрорайон Химградский. Существование этих двух последних микрорайонов носит формальный характер.

## История
Известно, что к 1948 году уже существовали улицы Богдана Хмельницкого, Химградская и Ласьвинская. В 1948 появились Онежская, Пензенская,  Петрозаводская, Полтавская и 4-1 пятилетки. В 1956 году был построен кирпичный завод (105-й участок), в 1958 Завод ЖБК (ЖБК-3), в 1966 ТЭЦ-14, в 1980 Завод Пемос. В 1990 году построена мечеть. 

## Транспорт
Ближайшая пассажирская железнодорожная станция — Курья, до неё можно добраться автобусом 205. До центра города идёт автобус 20 маршрута и маршрутное такси 7.

### Образовательные учреждения
- Школа 64, спецшкола-интернат № 113

### Медицинские учреждения
Городская клиническая больница им. С.Н. Гринберга

### Производственные предприятия
Рядом с микрорайоном находятся следующие предприятия:
АО «Галополимер»;
Завод «Пемос», принадлежащий компании Henkel;
ФГКУ «Комбинат «Минерал»;
ФГКУ «Комбинат «Алый Стяг»;
Пермский пороховой завод;
ТЭЦ-14;
Практически не действуют построенные при советской власти Закамский завод силикатного кирпича и Завод ЖБК-3.